# Thermophis baileyi
Thermophis baileyi е вид змия от семейство Смокообразни (Colubridae). Видът е световно застрашен, със статут Уязвим.

## Разпространение
Разпространен е в Китай (Тибет).